# José Carrilho Videira
José Carrilho Videira (Marvão, 6 de Novembro de 1845 — Santo Antonio das Areias, Marvão, 25 de agosto de 1905) foi um intelectual, escritor, editor e político do movimento republicano dos finais do século XIX em Portugal. 
Editor de parte da obra de Teófilo Braga e seu colaborador próximo. 
Disse sobre ele Sebastião de Magalhães Lima “pode dizer-se que foi um herói num tempo em que era perigoso ser republicano. Com os seus parcos recursos desenvolveu uma actividade notória ao publicar dezenas de opúsculos de propaganda”. 

## Juventude
Filho de João Carrilho Videira, proprietário agrícola abastado, e de Teresa de Jesus Paula e Sequeira. Neto paterno do Capitão de ordenanças José Carrilho Videira.[carece de fontes?] Com dezasseis anos abandona a casa de seus pais e realiza os seus estudos no Liceu de Portalegre. Ali começa a colaboração na imprensa escrevendo na Gazeta de Portalegre, o primeiro periódico impresso naquela cidade.
Entre 1865 e 1868, realiza os estudos preparatórios em Coimbra, e, de forma anónima, encarrega-se de diversas correspondências para jornais, e em especial para a Correspondência de Portugal. Cerca de 1868 ou 1869 abandona Coimbra, e frequenta a Academia Politécnica do Porto. Em 1869 instala-se em Lisboa e matricula-se na Escola Médico Cirúrgica, que frequenta durante dois anos. Abandona o curso para se dedicar à profissão de livreiro e editor.

## Livreiro e editor de jornais
Funda em 1871 a Nova Livraria Internacional. Na livraria de Carrilho Videira na Rua do Arsenal, nº 96, começam a afluir um conjunto de jovens escritores e outros consagrados onde pontificavam José Falcão, Gilberto Rola, Elias Garcia, Rodrigues de Freitas, Gomes Leal, Nobre França, Silva Lisboa, Silva Pinto e Eduardo Maia, tornando-se local de encontro para os partidários da do republicanismo, o federalismo e democratização.

### Imprensa republicana
Em 1873 fundou o jornal semanário O Rebate que teve como colaboradores mais regulares Teófilo Braga e o próprio Carrilho Videira, além de Eduardo Maia, Silva Pinto, visconde de Paiva Manso, Sérgio de Castro, António Joaquim Nunes, Leão de Oliveira, Horácio Esk Ferrari, José Manuel Martins Contreiras, Sebastião de Magalhães Lima e Mariano de Carvalho (Pai). Deste jornal, extinto um ano depois, foram publicados um total de 32 números, adeptos da “doutrina republicana radical socialista”. De acordo com Amadeu Carvalho Homem, Carrilho Videira procurava através do jornal estabelecer pontes de “aproximação entre republicanismo e socialismo”, sendo defensor de uma via federalista o que veio provocar várias cisões no seio da organização do Partido Republicano Português ao longo das décadas de setenta e oitenta do século XIX.
Publicou no ano de 1875 A República, onde colabora com Consiglieri Pedroso, jornal do qual saíram 102 números. Entre 1880 e 1881 publica o jornal A Vanguarda, do qual é proprietário, e de que era redactor principal Teófilo Braga e colaboradores Teixeira Bastos, Silva Graça, Alves Correia e José António Reis Dâmaso.
Conhece-se a sua colaboração nas publicações regionais: Emancipação, o primeiro semanário publicado em Tomar, Transmontano, Flaviense, o primeiro jornal publicado em Chaves, Voz do Alentejo, Eco Micaelense, Democracia, Pensamento Social, Marselheza, Estudo do Norte, Enciclopédia Republicana. Em Elvas foi redactor de A Sentinela da Fronteira (1881-1891), e les États Unis de l'Europe.

## Atividade política revolucionária
O editor começou por militar no Centro Promotor dos Melhoramentos das Classes Laboriosas, mais tarde fundou a Internacional Operária, em Lisboa. Este grupo federalista fundou em Maio de 1873, na sequência da proclamação da República em Espanha, o Centro Republicano Federal de Lisboa. ainda Faz parte do Directório do Partido Republicano, criado em Abril de 1876, que procurava abarcar todas as sensibilidades existentes.

### Expulsão do Centro Republicano Federal de Lisboa
Em 1876 é acusado de espionagem a favor do Governo, consequência dos seus contactos com o regenerador António Rodrigues Sampaio e de ter enviado correspondência anónima para Casimiro Gomes que terá ido para o Governo Civil de Lisboa, suspeitas que levam à sua expulsão pouco tempo depois da fundação deste clube, dando origem ao panfleto de Ladislau Batalha em defesa de Carrilho Videira O Directório Republicano, que nas palavras do próprio “não permitirá a conspurcação do seu amigo e mestre”, editado pela Nova Livraria Internacional.

### Retoma da atividade política
Funda em 1876, com alguns dos expulsos do Directório Republicano, uma sociedade de pensamento denominada Clube Mundo Novo, de curta duração. A 2 de Janeiro de 1879 o grupo funda o Centro Republicano Federal, que se instalou no Largo do Contador Mor, nº 20, 1º andar e deste centro terá surgido em Setembro de 1879 o comité central do Partido Republicano Federal. No ano anterior, Carrilho Videira juntamente com Cecílio de Sousa e Teixeira Bastos organizam uma Junta Federal Republicana para patrocinar a candidatura de Teófilo Braga pelo círculo 94, de Alfama. Ainda neste ano foi julgado em tribunal por se recusar a jurar sobre a Bíblia.
Em 1881, a corrente federal dentro do Partido Republicano cinde-se devido à fundação do Clube Henriques Nogueira, o que perturbou bastante o pensamento de Carrilho Videira que nunca aceitou bem esta divisão, até porque este clube continuava ainda a afirmar-se federalista, embora não da forma tão radical como o afirmavam os fundadores do Centro Republicano Federal.

## Publicação literária e períodica
Desiludido e desavindo com muitos dos seus antigos companheiros, afasta-se gradualmente da atividade política e dedica-se à publicação de obras literárias ou científicas:
- Biblioteca das Ideias Modernas, fascículos de 32 paginas em que são divulgadas as doutrinas de Darwin, Lubock, Ramsay, Bertholet e outros. Publicaram-se dez volumes da primeira série.
- Materiais para a Historia da Literatura Brasileira, Cantos e contos populares do Brasil, coligidos por Sílvio Romero, e anotados por Teófilo Braga.
- Vibrações do Século, por Teixeira Bastos;
- Miragens Seculares, epopeia cíclica da historia por Teófilo Braga;
- História das Ideias Republicanas em Portugal, por Teófilo Braga;

Da sua autoria publicou Liberdade de Consciência e o Juramento Católico em 1872. Com Teixeira Bastos, edita um Catecismo Republicano para Uso do Povo.

### Revista de Estudos Livres
É entre 1883 e 1887 proprietário e colaborador da Revista de Estudos Livres , dirigida por Teófilo Braga e Teixeira Bastos, onde colaboravam muitos escritores da época como Júlio Lourenço Pinto, Júlio de Matos ou José António Reis Dâmaso. 
A Revista de Estudos Livres propunha-se ser um órgão científico “transatlântico”, propondo-se congregar «escritores portugueses e brasileiros», pelo que a direção literário-científica da Revista era também composta por um núcleo luso-brasileiro: Américo Brasiliense, Carlos von Koseritz e Sílvio Romero. Foi bem apreciada pelos periódicos de igual natureza e especialmente pela Révue Indépendent, de Paris, a que Camilo Castelo Branco se referiu, louvando a perseverança do editor em manter uma publicação «que não envergonhava o país». 

### Revista Exame
Carrilho Videira foi também colaborador da publicação Livre Exame , publicada entre 1885 e 1886.

## Emigração para o Brasil
Desgostoso, Carrilho Videira emigrou para o Brasil, onde foi Director de algumas empresas industriais e onde prestou assinaláveis serviços aos seus ideais e aos emigrantes políticos que seguiram para o Brasil após a revolta de 31 de Janeiro no Porto.

## Morte
Adoecendo gravemente, regressou a Portugal. Faleceu numa habitação na aldeia de Santo António das Areias, concelho de Marvão.

## Toponímia
Existem ruas com o seu nome nas cidades de Lisboa e Portalegre.